# Řád aleppských baziliánů melkitů
Řád aleppských baziliánů melkitů (latinsky Ordo basilianus aleppensis melkitarum) je společnost zasvěceného života Melkitské řeckokatolické církve. Je to mnišský řád, jehož zkratkou je B.A.

## Historie
Byl založen roku 1824 skupinou mnichů separatistů Řádu baziliánů svatého Jana Křtitele a Svatým stolcem byl potvrzen roku 1832.
K 31. prosinci 2005 měl řád 8 klášterů s 29 řeholníky a z toho 26 knězů.